# 2.ª Vinda, a Cura
2ª Vinda, A Cura é o segundo álbum de estúdio do grupo de rap brasileiro Apocalipse 16. Foi lançado em 2000 pela gravadora Cosa Nostra Fonográfica no formato de vinil e, mais tarde, relançado pela 7 Taças, o selo independente do grupo.
Conta com a participação do grupo Facção Central, Xis, Exaltasamba, Racionais e outros artistas. Contém 16 faixas, com destaque para "Muita Treta", "Alívio", "Prus Manos Um Salve, Pras Minas Um Beijo", "Minha Oração - Parte 2" e "Contos da Sul". O álbum conta com várias referências, incluindo a participação de Pregador Luo em 1998 durante a MTV Video Music Brasil, quando foi convidado a fazer uma introdução teatral para a banda Racionais MC's, inclusa no interlúdio "Libertação".
O disco foi um sucesso de crítica e público: Foi eleito o 3º melhor disco da década de 2000, de acordo com lista publicada pelo Super Gospel. O álbum conquistou, em 2001, o Prêmio Hutúz, na categoria Melhor Álbum do Ano. Em 2015, foi considerado, por vários historiadores, músicos e jornalistas, como o 85º maior álbum da música cristã brasileira, em uma publicação.
Em 2020, o CD foi adicionado nas plataformas de streaming de música, nos perfis oficias do artista Pregador Luo, detentor da marca.

## Faixas
| N.º            | Título                                                        | Duração |  |
| 1.             | "Alpha - Intro"                                               | 2:28    |  |
| 2.             | "2ª Vinda (A Cura)"                                           | 6:58    |  |
| 3.             | "Ho Ho Ho, Tô na Paz do Senhor"                               | 5:34    |  |
| 4.             | "Sem Chance" (interlúdio)                                     | 0:41    |  |
| 5.             | "Eu Nunca Vou Morrer (part. Silvera)"                         | 4:01    |  |
| 6.             | "Muita Treta (part. Consciência Humana)"                      | 4:31    |  |
| 7.             | "Minha Oração - Parte 2 (part. Racionais MC)"                 | 6:08    |  |
| 8.             | "APC 16"                                                      | 3:46    |  |
| 9.             | "Paz nas Quebradas (part. E-Beilli, Xis)"                     | 5:22    |  |
| 10.            | "Libertação" (interlúdio)                                     | 1:35    |  |
| 11.            | "Meus Inimigos Estão no Poder (part. Eduardo Facção Central)" | 5:51    |  |
| 12.            | "Alívio (part. RZO, Chrigor, Marcio Attack Versus)"           | 7:18    |  |
| 13.            | "Bum Bum Pá"                                                  | 5:20    |  |
| 14.            | "Prus Manos um Salve, pras Minas um Beijo (part. Silvera)"    | 5:08    |  |
| 15.            | "Contos da Sul"                                               | 9:06    |  |
| 16.            | "Ômega"                                                       | 0:13    |  |
| Duração total: | Duração total:                                                | 73:58   |  |